# Jacques Mayol
Jacques Mayol (Xangai, 1 d'abril de 1927 - Capoliveri, illa d'Elba, 22 de desembre 2001) va ser un apneista francès.
El 1976 va ser el primer home en trencar la barrera dels 100 metres de profunditat.
Un home de caràcter enigmàtic per a molts, Mayol era conegut com l'«home dofí» i va ser objecte d'estudi de molts investigadors interessats en la fisiologia de l'ésser humà sota l'aigua. La seva passió sempre va ser el mar, i va ser el primer home a descendir a pulmó a -60 metres el 1966, a -100 metres el 1976, i a -105 metres el 1985, quan va batre el seu últim rècord a l'illa d'Elba.
El 22 de desembre de 2001 una veïna va trobar el llegendari apneista penjat a la seva casa a l'illa d'Elba. Tenia 74 anys i patia una forta depressió que estava essent tractada mitjançant l'ajuda d'especialistes. Al costat del cos es va trobar una carta en la qual Mayol expressava el seu desig de ser incinerat.
El 1988 el desafiament entre Enzo Maiorca i Jacques Mayol va inspirar la pel·lícula El gran blau, dirigida per Luc Besson. Es tracta d'una biografia parcial que va introduir-lo en el món del cinema i va facilitar que fes de coordinador tècnic en enregistraments subaquàtics posteriors. Martin Eden de Jack London va ser el seu llibre favorit durant tota la seva vida.

## Obres
A part de la seva carrera esportiva és autor d'alguns llibres:
- Apnea a -100... (Fratelli Fabbri Editori, 1976)
- L'abisso blu (Giunti - Marzocco, 1977)
- Homo delphinus (Giunti - Martello, 1979)
- I dieci re del mare - Sulle tracce di Atlantide nel triangolo delle Bermude (B. Boggero ed., 1982)
- L'uomo delfino - Storia i fascino dell'apnea (Giunti ed., 2002)

## Filmografia
- L'home dofí (Lefteris Charitos, 2017)[2]